# Jerzy Osiatyński
Jerzy Osiatyński, właśc. Epaminondas Jerzy Osiatyński (ur. 2 listopada 1941 w Rydze, zm. 4 lutego 2022 w Warszawie) – polski ekonomista i polityk, profesor nauk ekonomicznych.
Poseł na Sejm kontraktowy (X kadencji) oraz na Sejm I, II i III kadencji, minister-kierownik Centralnego Urzędu Planowania (1989–1991) i minister finansów (1992–1993), członek Rady Polityki Pieniężnej (2013–2019).

## Życiorys

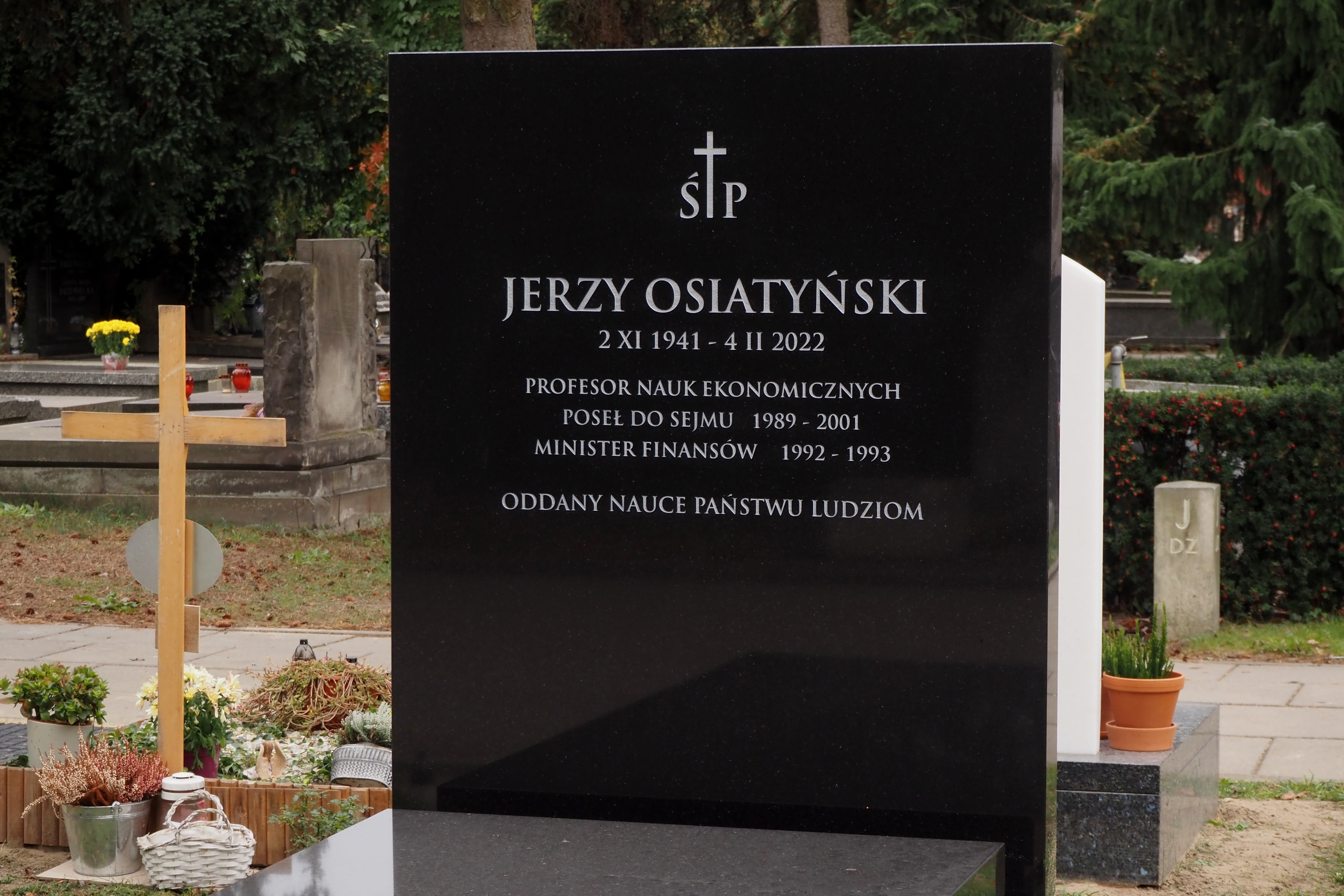
Grób prof. Jerzego Osiatyńskiego w Alei Zasłużonych na cmentarzu Wojskowym na Powązkach w Warszawie

Był synem ekonomisty Leonidasa Osiatyńskiego i poetki Zinaidy Osiatyńskiej, a także bratem prawnika i publicysty Wiktora Osiatyńskiego.
Absolwent VII Liceum Ogólnokształcącego im. Juliusza Słowackiego w Warszawie. W 1964 ukończył studia na Wydziale Handlu Zagranicznego Szkoły Głównej Planowania i Statystyki w Warszawie. Doktoryzował się, a następnie uzyskał stopień naukowy doktora habilitowanego nauk ekonomicznych. W 1990 otrzymał tytuł naukowy profesora nauk ekonomicznych. Był profesorem w Instytucie Nauk Ekonomicznych PAN i pracownikiem naukowym Instytutu Historii Nauki PAN.
Od 1963 do 1967 należał do Polskiej Zjednoczonej Partii Robotniczej. W połowie lat 70. zaczął wydawać dzieła zebrane Michała Kaleckiego. W 1980 związał się z „Solidarnością”. W latach 1989–1991 był ministrem-kierownikiem Centralnego Urzędu Planowania w rządzie Tadeusza Mazowieckiego. W okresie 1992–1993 zajmował urząd ministra finansów w rządzie Hanny Suchockiej. W latach 1989–2001 sprawował mandat posła na Sejm X kadencji z ramienia Komitetu Obywatelskiego (przystąpił do powstałego w 1990 Ruchu Obywatelskiego Akcja Demokratyczna), I i II kadencji z listy Unii Demokratycznej i III kadencji z listy Unii Wolności. W 2001 nie ubiegał się o reelekcję, od 2005 przez kilka lat zasiadał we władzach Partii Demokratycznej – demokraci.pl.
W latach 90. powoływany na eksperta ONZ oraz doradcę prezydentów lub premierów Kazachstanu, Kirgistanu, Tadżykistanu, Ukrainy, Mołdawii, Macedonii i Rumunii. Był członkiem Polskiego Towarzystwa Socjologicznego oraz rady naukowej Polskiego Towarzystwa Ekonomicznego, a także przewodniczącym rady naukowej INE PAN.
W 2010 prezydent RP Lech Kaczyński powołał go na członka Narodowej Rady Rozwoju. W październiku tego samego roku został doradcą społecznym prezydenta Bronisława Komorowskiego ds. ekonomicznych. Złożył dymisję z tej funkcji w związku z powołaniem go przez prezydenta w skład Rady Polityki Pieniężnej, w której zastąpił Zytę Gilowską. Funkcję w RPP objął 20 grudnia 2013 na okres pełnej sześcioletniej kadencji.
Został pochowany 16 lutego 2022 na cmentarzu Wojskowym na Powązkach w Warszawie.

## Odznaczenia i wyróżnienia
Odznaczony Krzyżem Komandorskim Orderu Odrodzenia Polski (2015). W 1997 otrzymał Odznakę „Zasłużony dla Sanoka”.
W 1993 uznany został przez pismo „Central European” za najlepszego ministra finansów w Europie Środkowej i Wschodniej.